# Follo Fotball
Maillots
Le Follo Fotball est un club norvégien de football basé à Ski.

## Palmarès
- Coupe de Norvège de football
  - Finaliste : 2010